# Dłużec (gromada)
Dłużec – dawna gromada, czyli najmniejsza jednostka podziału terytorialnego Polskiej Rzeczypospolitej Ludowej w latach 1954–1972.
Gromady, z gromadzkimi radami narodowymi (GRN) jako organami władzy najniższego stopnia na wsi, funkcjonowały od reformy reorganizującej administrację wiejską przeprowadzonej jesienią 1954 do momentu ich zniesienia z dniem 1 stycznia 1973, tym samym wypierając organizację gminną w latach 1954–1972.
Gromadę Dłużec z siedzibą GRN w Dłużcu utworzono – jako jedną z 8759 gromad na obszarze Polski – w powiecie olkuskim w woj. krakowskim, na mocy uchwały nr 28/IV/54 WRN w Krakowie z dnia 6 października 1954. W skład jednostki weszły obszary dotychczasowych gromad Dłużec i Domaniewice ze zniesionej gminy Dłużec w tymże powiecie. Dla gromady ustalono 13 członków gromadzkiej rady narodowej.
31 grudnia 1961 do gromady Dłużec przyłączono obszar zniesionej gromady Kąpiele Wielkie oraz wieś Załęże ze zniesionej gromady Bydlin i wieś Strzegowa ze zniesionej gromady Strzegowa.
30 czerwca 1962 z gromady Dłużec wyłączono wieś Miechówka włączając ją do gromady Łobzów.
Gromada przetrwała do końca 1972 roku, czyli do kolejnej reformy gminnej.